# Mistrzostwa Rumunii w rugby union (1916)
Mistrzostwa Rumunii w rugby union 1916 – trzecie mistrzostwa Rumunii w rugby union.
Tytuł mistrzów Rumunii trzeci raz z rzędu zdobyła drużyna TCR București.
W kolejnych dwóch latach zawody nie odbyły się z powodu uczestnictwa Rumunii w I wojnie światowej.